# Manifestador

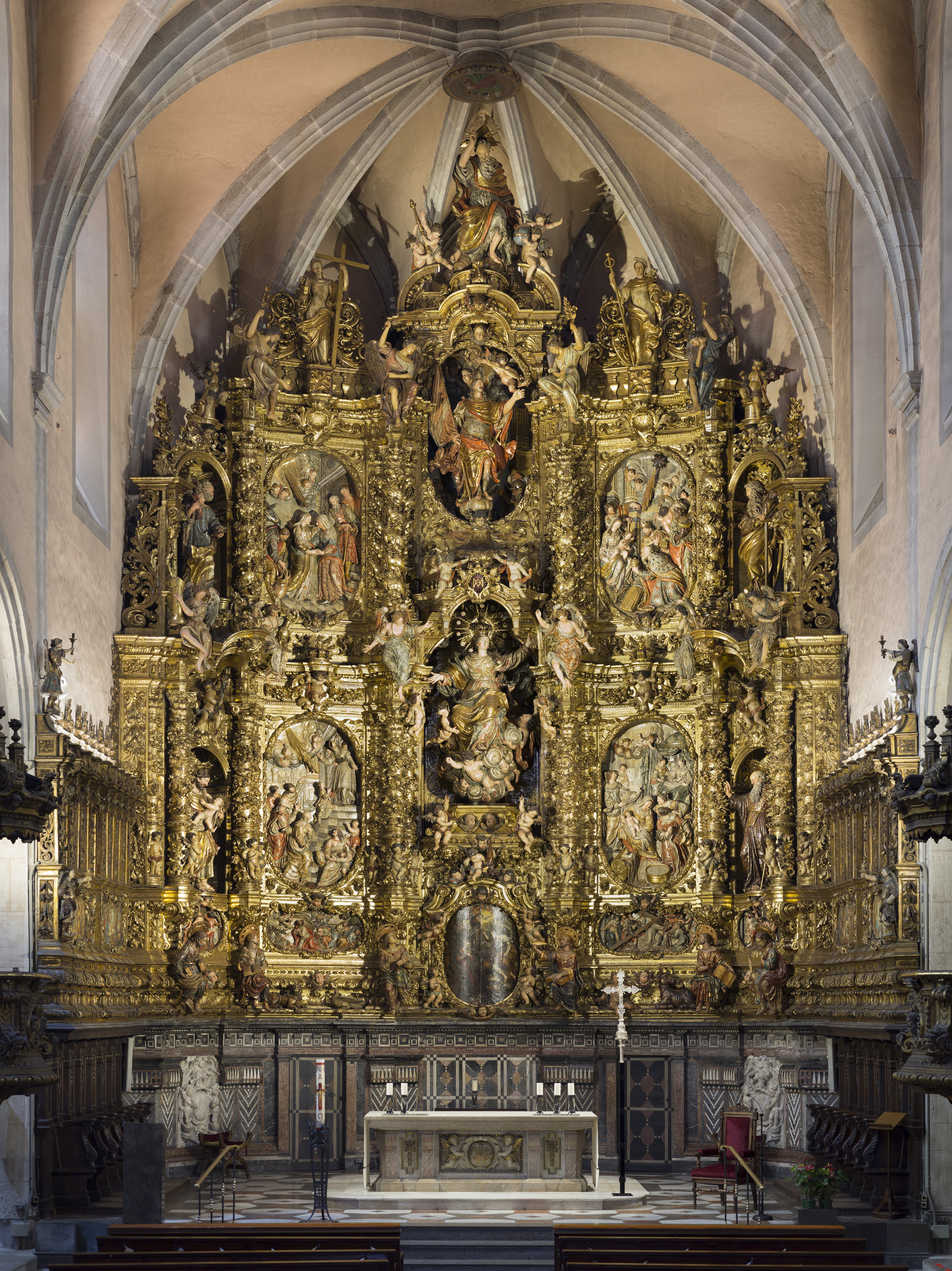
Retaule Major de Santa Maria d'Arenys de Mar. El manifestador es troba a la part baixa del retaule, just a sobre de l'altar, i té portes que permeten obrir-lo o tancar-lo. A la imatge es veu amb les portes tancades.

Un manifestador és un element bastant habitual en els retaules barrocs que serveix per a donar èmfasi i dimensió escenogràfica a l'exposició als fidels del Santíssim Sagrament. Respon a la voluntat d'exaltar l'Eucaristia segons les directrius de la Contrareforma.
A Catalunya se'n troben, per exemple, als retaules barrocs de Santa Maria d'Arenys de Mar, de Santa Maria de Cadaqués, o de Santa Teresa de Vic, tots ells obra de Pau Costa. També es troba al Retaule barroc del Miracle.
Així mateix, estava dotat de manifestador el desaparegut retaule de Santa Maria dels Turers de Banyoles, encomanat el 1650 a l'escultor Rafael Carreras.